# Cybocephalus miens
Cybocephalus miens is een keversoort uit de familie Cybocephalidae. De wetenschappelijke naam van de soort is voor het eerst geldig gepubliceerd in 1867 door Wollaston.